# غاري بيكر
جاري بيكر (بالإنجليزية: Gary S. Becker)‏ 2 ديسمبر 1930 عالم اقتصاد وحائز على جائزة نوبل ولد في بوتسفيلي بنسلفانيا في الولايات المتحدة الأمريكية وكان والدة يمتلك شركة تجارية صغيرة بعد رحيله من مونتريال «أوروبا الشرقية» مع أسرته إلى الولايات المتحدة، وكانت دراسة جراي الابتدائية والثانويه في بروكلين.
وفي الدراسة الثانوية بدء اهتمامه بالرياضيات وكان استثمارا هائلا في الرياضيات في جامعة برنستون لزيادة استخدام الرياضيات في الاقتصاد. الا انه قرر الذهاب إلى جامعة شيكاغو للدراسات العليا في الاقتصاد وكان أول لقاء في 1951 مع ميلتون فريدمان في سياق الاقتصاد الكلي واكد له ان النظرية الاقتصادية ليست لعبة بل هي أداة قوية لتحليل العالم الحقيقي.
و بالطبع كان مهتما بالهيكل الاقتصادي والنظرية والتطبيق العملي وبالطبع كان له تأثير عميق على الاتجاه الذي اتخذة في البحث ثم التقى ريج لويس لاستخدام النظرية الاقتصادية في تحليل أسواق العمل والتقى أيضا شولتز الرائد في نظرية رأس المال البشري، وهارون مدير التطبيقات الاقتصادية ومشاكل مكافحة الاحتكار ثم نشر كتابا في 1957 ويتضمن الكتاب أول جهد منظم لاستخدام النظرية الاقتصادية لتحليل تأثيرات التوظيف والوظائف للاقليات لكن لويس فريدمان وشولتز وغيرهم في شيكاغو كانوا على ثقة كتب كتابا هاما.
ثم انتقل الي كولومبيا في المكتب الوطني للابحاث الاقتصادية، ثم أيضا في مانهاتن وكتب كتابا عن رأس المال البشري كان نتاجا طبيعيا لأول مشروع بحثي للمكتب وخلال هذه الفترة كتب أيضا كثيرا على المواد المذكورة في تخصيص الوقت والجريمة والعقاب، والسلوك الرشيد وفي كولومبيا بدأ العمل في ورشة عمل عن الاقتصاد والمواضيع المتصله به. وشمل هذا الزراعة وبعد سنوات قليلة انضم يعقوب مينسر في كولومبيا وأصبح المدير المشارك لحلقة العمل. حيث كتبا معا ابحاثا حول رأس المال البشرى قبل هذا التقدير الكافي في المهنة.
وفي عام 1970، عاد إلى شيكاغو وجد هناك اجواء مشجعة في قسم لا يزال قويا خصوصا مع جورج ستجللر وهاري جونسون. وقد طور النظرية الاقتصادية لمحاولة فهم معدلات المواليد وحجم الأسرة، أي النظر في مجمل قضايا الاسرة: الزواج والطلاق والإيثار تجاه الأعضاء الاخرين، الاستثمار في الأطفال من اباء وطويل الأمد في ما فعلوا.
وقد نشر في ذلك سلسلة مقالات في السبعينات وتوجت في عام 1981 في اطروحة للاسرة حيث استمر العمل على هذا الموضوع كثيرا، وقد نشرت الطبعة الموسعه عام 1991. لقد حاول ليس فقط على فهم محددات الطلاق، وحجم الاسرة، وما شابه ذلك، بل آثار التغيرات في تكوين الاسرة وهيكلها على عدم المساواة والنمو الاقتصادي.
توفي في 3 مايو / أيار 2014، عن عمر ناهز ال84 عاما.

## روابط خارجية
- غاري بيكر على موقع الموسوعة البريطانية (الإنجليزية)
- غاري بيكر على موقع مونزينجر (الألمانية)
- غاري بيكر على موقع إن إن دي بي (الإنجليزية)